# Quyền LGBT ở Suriname
Quyền đồng tính nữ, đồng tính nam, song tính và chuyển giới ở Suriname có thể phải đối mặt với những thách thức pháp lý mà những người không - LGBT không gặp phải.  Cả nam và nữ hoạt động tình dục đồng giới đều hợp pháp trong Suriname.  Kể từ năm 2015, ngôn từ kích động thù địch và phân biệt đối xử trong việc làm và cung cấp hàng hóa và dịch vụ trên cơ sở khuynh hướng tình dục đã bị cấm ở nước này.  Hôn nhân đồng giới và liên minh dân sự không được pháp luật công nhận.  Tuy nhiên, Suriname bị ràng buộc về mặt pháp lý đối với phán quyết tháng 1 năm 2018 Tòa án Nhân quyền liên Mỹ, cho rằng hôn nhân đồng giới là một quyền của con người được bảo vệ bởi Công ước Mỹ về Nhân quyền.
Trong khi đồng tính luyến ái có xu hướng được xem là một chủ đề cấm kỵ, tình hình và thái độ đã dần thay đổi trong những năm gần đây.

## Bảng tóm tắt
| Hoạt động tình dục đồng giới hợp pháp                                                                                       | (Từ năm 1869)           |
| Độ tuổi đồng ý | No                      |
| Luật chống phân biệt đối xử chỉ trong việc làm                                                                              | (Từ năm 2015)           |
| Luật chống phân biệt đối xử trong việc cung cấp hàng hóa và dịch vụ                                                         | (Từ năm 2015)           |
| Luật chống phân biệt đối xử trong tất cả các lĩnh vực khác (bao gồm phân biệt đối xử gián tiếp, ngôn từ kích động thù địch) | (Từ năm 2015)           |
| Hôn nhân đồng giới | No                      |
| Công nhận các cặp đồng giới                                                                                                 | No                      |
| Con nuôi của các cặp vợ chồng đồng giới                                                                                     | No                      |
| Con nuôi chung của các cặp đồng giới                                                                                        | No                      |
| Người LGBT được phép phục vụ công khai trong quân đội                                                                       |                         |
| Quyền thay đổi giới tính hợp pháp                                                                                           | (Phán quyết của tòa án) |
| Truy cập IVF cho đồng tính nữ                                                                                               | No                      |
| Mang thai hộ thương mại cho các cặp đồng tính nam                                                                           | No                      |
| NQHN được phép hiến máu |                         |